# Кораксола (Моркинський район)
Кораксо́ла (рос. Кораксола, марій. Кораксола) — присілок у складі Моркинського району Марій Ел, Росія. Входить до складу Шиньшинського сільського поселення.

## Населення
Населення — 40 осіб (2010; 67 у 2002).
Національний склад (станом на 2002 рік):
- марі — 94 %